# Église Saint-Caprais de Chartèves
L'église Saint-Caprais se situe à Chartèves dans le département de l'Aisne.

## Origines
Les archives révèlent que la construction primitive de l’église Saint-Caprais remonterait aux XIe et XIIe siècles et qu’elle se poursuivit jusqu’au XVe siècle.
Ce qui explique les éléments de différents styles, roman, gothique dans son architecture. Sa forme au sol est celle d’une croix latine et la hauteur de son clocher est de 28 mètres.

## Histoire
L'église Saint-Caprais résiste à l’usure du temps durant plusieurs siècles. Toutefois un ouragan et la foudre endommagent son clocher en l’an 1730.
C’est au cours de la Première Guerre mondiale qu’elle subit ses plus graves dommages. En effet, durant la bataille de la Marne de juillet 1918, les tirs de l’artillerie alliée pilonnent le village occupé par les Allemands.
Avec elle, la mairie, l’école et de nombreuses maisons sont détruites ou gravement touchées. Le clocher, la nef, ne sont plus que décombres. Deux cloches sur les trois sont brisées. Seuls les trois autels sont miraculeusement épargnés. Le déblaiement puis la reconstruction, sous la conduite de l’architecte des beaux-arts Camille Trubcat, durèrent de 1919 à 1930. L'édifice est classé « monument historique » en 1920.

## De nos jours
La porte monumentale du cimetière n’existe plus. Le vitrail du transept Sud est un don américain de l’époque. 
Les trois cloches sont réapparues dans le clocher :
- Marie-Mathilde date de 1872,
- Raymone Esther et Amédée Gabrielle furent baptisées en 1936 par monseigneur Mennechet, évêque de Soissons.

L’horloge qui ne compte qu’un cadran fut réinstallée en 1931 par l’horloger Le Cacheur de Château-Thierry.
La rosace ornant la façade Ouest est une œuvre récente, 1985, réalisée par Didier Quentin, maître verrier.